# Xalitla azteca
Xalitla azteca är en skalbaggsart som beskrevs av Lane 1959. Xalitla azteca ingår i släktet Xalitla och familjen långhorningar. Inga underarter finns listade i Catalogue of Life.